# Cryptocephalus asturiensis
Cryptocephalus asturiensis – gatunek chrząszcza z rodziny stonkowatych i podrodziny Cryptocephalinae.
Gatunek ten został opisany w 1870 roku przez Lucasa F. J. D. von Heydena.
Występuje endemicznie w Hiszpanii.